# Erasistrate
Erasistrate din Keos (n. anii 300 î.Hr., Iulis⁠(d), Grecia – d. 249 î.Hr., Samos, Administrația descentralizată a Mării Egee⁠⁠(d), Grecia) a fost anatomist, fiziologist și mai ales medic antic grec, din perioada lui Seleucos I Nikator și care împreună cu Herophilos, a fondat școala medicală din Alexandria.

## Biografie
Amănuntele privind viața sa sunt puține și nesigure. S-a născut pe insula Keos. Tatăl său, Kleombrotos, unchiul, Medios, erau medici, ca de altfel și fratele său, Kleophantos.
Erasistrate deprinde arta medicinei în Atena, unde i-a fost profesor Metrodoros, ginerele lui Aristotel. Cam prin 280 î.Hr. merge în isula Kos (patria natală a lui Hippocrate) și își continuă studiul avându-l ca maestru pe Praxagoras (căruia i-a fost discipol și Herophilos).
După încheierea etapei inițiatice, Eraistrate se stabilește în Alexandria. Acolo efectuează vivisecții și disecții pe animale, cadavre și condamnați. asemenea acțiuni erau interzise în antichitate, dar, marele oraș elenist, în acea perioadă, sub domnia primilor Ptolemei, se constituia ca un mediu propice dezvoltării științei.

## Activitate
Cercetarea medicală a lui Erasitrate a vizat în primul rând sistemul nervos și cel circulator. Face deosebirea între nervii motori și cei senzitivi, între creierul mare și creierul mic și observă că toți nervii converg către creier.